# Tuchov
Tuchov je malá vesnice a část obce Bousov v okrese Chrudim. Nachází se asi jeden kilometr severovýchodně od Bousova. Tuchov leží v katastrálním území Bousov o výměře 3,8 km².

## Historie
První písemná zmínka o vesnici pochází z roku 1483.